# Crash Landing on You
Production
Diffusion
Crash Landing on You (hangeul : 사랑의 불시착 ; hanja : 사랑의 不時着 ; RR : salangui bulsichag ; MR : Sarangŭi Pulsich'ak ; litt. « atterrissage forcé par amour ») est une série télévisée sud-coréenne, créée par l'équipe du Studio Dragon et diffusée du 14 décembre 2019 au 16 février 2020 sur le réseau tvN.

## Synopsis
L'histoire se base sur la relation entre Yoon Se-ri, héritière sud-coréenne d'un grand groupe industriel (un chaebol), et Ri Jeong-hyuk, membre de l'élite nord-coréenne (qui se trouve également être un officier de l'armée nord-coréenne). Au cours d'une courte balade en parapente à Séoul, Corée du Sud, Yoon Se-ri est prise dans une tornade qui la fait dévier de sa trajectoire et atterrir dans une forêt de la DMZ en Corée du Nord (la zone démilitarisée qui sépare la Corée du Nord et la Corée du Sud, interdite aux civils), dans laquelle elle est trouvée par Ri Jeong-hyuk. Celui-ci va l'aider secrètement à retourner en Corée du Sud. Au fil du temps, ils tombent amoureux, malgré les tensions entre leurs pays respectifs.

## Distribution

### Acteurs principaux
- Hyun Bin (VF : Stéphane Fourreau) : Ri Jeong-hyuk
- Son Ye-jin (VF : Flora Brunier) : Yoon Se-ri
- Kim Jung-hyun (VF : Guillaume Desmarchelier) : Gu Seung-joon / Alberto Gu
- Seo Ji-hye (VF : Adeline Chetail) : Seo Dan

### Acteurs secondaires
- Nam Kyung-eup : Yoon Jeung-pyeong
- Bang Eun-jin : Han Jeong-yeon
- Choi Dae-hoon (VF : Damien Ferrette) : Yoon Se-joon
- Hwang Woo-seul-hye (VF : Marie Chevalot) : Do Hye-ji
- Park Hyung-soo (VF : Alexandre Gillet) : Yoon Se-hyung
- Yoon Ji-min (VF : Nathalie Spitzer) : Go Sang-ah
- Go Kyu-pil (VF : Pascal Casanova) : Hong Chang-sik
- Lim Chul-soo (VF : Guillaume Beaujolais) : Park Soo-chan
- Jun Gook-hwan (VF : Philippe Catoire) : Ri Choong-ryeol
- Jung Ae-ri : Kim Yoon-hee
- Ha Seok-jin (VF : Laurent Maurel) : Ri Moo-hyuk
- Oh Man-seok (VF : Constantin Pappas) : Jo Cheol-kang
- Yang Kyung-won (VF : Jean-Marco Montalto) : Pyo Chi-su
- Yoo Su-bin (VF : Nicolas Duquenoy) : Kim Ju-muk
- Lee Shin-young (VF : Adrien Lemaire) : Park Kwang-beom
- Tang Joon-sang (VF : Frédéric Bard) : Geum Eun-dong
- Kim Young-min (VF : Pascal Nowak) : Jeong Man-bok
- Jang Hye-jin (VF : Véronique Desmadryl) : Go Myeong-eun
- Park Myung-hoon (VF : Mathias Kozlowski) : Go Myeong-sok
- Hong Woo-jin (VF : Fabien Jacquelin) : le directeur Cheon
- Kim Jung-nan (VF : Marie-Laure Dougnac) : Ma Yeong-ae
- Kim Sun-young (VF : Magali Rosenzweig) : Na Wol-seok
- Cha Chung-hwa (VF : Joséphine Palmieri) : Yang Ok-geum
- Jang So-yeon : Hyun Myun-sook

## Production

### Tournage
Le tournage a lieu sur l'île de Binae, située dans la province du Chungcheong du Nord, pour la scène de pique-nique entre les personnages, Yoon Se-ri et Ri Jeong-hyeok, ainsi qu'en Suisse

### Fiche technique
- Titre original : 사랑의 불시착
- Titre anglophone : Crash Landing on You
- Création : Studio Dragon
- Réalisation : Lee Jeong-hyo
- Scénario : Park Ji-eun (en)
- Musique : Nam Hye-seung (en)
- Production : Kim Seon-jung, Lee Se-hee et Park Ji-young
- Production exécutive : Jang Young-woo, Kang Jin-i, Lee Ji-hyun et Um Hyun-gi
- Sociétés de production : Culture Depot et Studio Dragon
- Société de distribution : tvN
- Pays de production :  Corée du Sud
- Langue originale : coréen
- Format : couleur
- Genre : Drame, romantique
- Nombre de saisons : 1
- Nombre d'épisodes : 16
- Durée : de 70 à 110 minutes
- Date de diffusion :
  - Corée du Sud : 14 décembre 2019 sur tvN

## Postérité

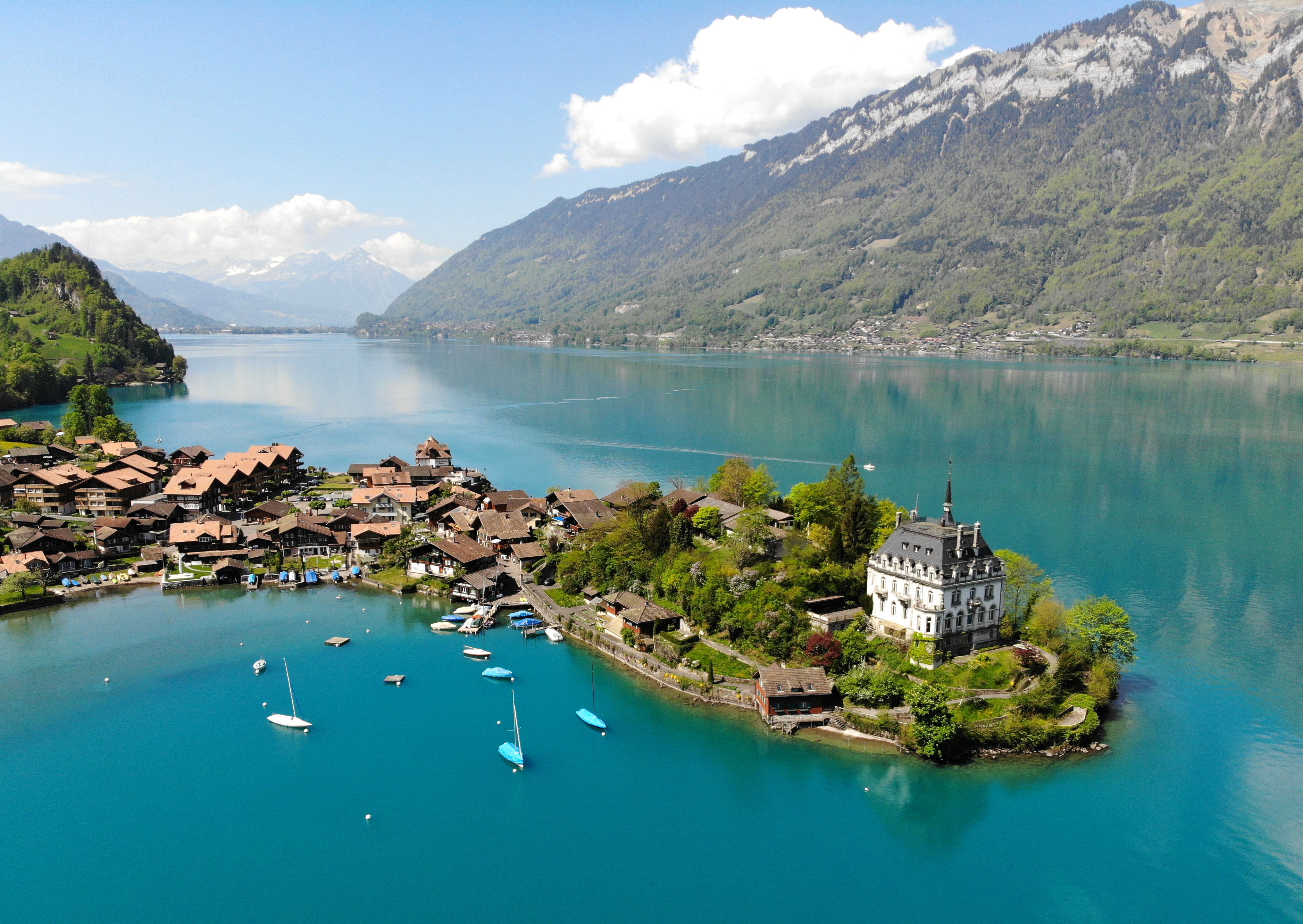
Le village bernois d'Iseltwald, l'un des lieux de tournage du drama.

Depuis la fin des restrictions de déplacement liées à la pandémie de Covid-19, la série a généré un phénomène de sur-tourisme en Suisse où certaines scènes ont été tournées.
Au village bernois d'Iseltwald ayant servi de lieu de tournage, le nombre de touristes à l'année y est près de mille fois supérieur au nombre de personnes y vivant et l'accès au ponton d'où se déroule une des scènes finales est désormais payante à hauteur de cinq francs suisses depuis mai 2023.

## Accueil

### Accueil dans les pays francophones
Le drama est bien reçu dans les pays francophones, du côté des spécialistes comme des spectateurs.
Crash Landing on You figure dans la sélection établie par Jessica Cohen, la créatrice du magazine K-Society, dans l'ouvrage K-dramas : 100 séries télé coréennes incontournables. L'autrice définit la série comme « une romance improbable à la Roméo et Juliette où les amants naviguent à travers les obstacles imposés par leurs pays respectifs ». Elle souligne également l'approche « bien documentée et nuancée de la Corée du Nord, sans clichés faciles », une approche qu'elle impute en partie la présence de Kwak Moon-wan, transfuge nord-coréen ayant étudié le cinéma à Pyongyang et membre de l'équipe du drama.
Cet avis est partagé par la vidéaste, Sam, dans son Guide des K-dramas : 150 recommandations de dramas asiatiques évoque : « Même s'il est évident que Crash Landing on You met en valeur le fulgurant développement économique sud-coréen, on aura le soulagement de ne jamais tomber dans le cliché du méchant nord-coréen ». Elle se révèle aussi particulièrement sensible à la romance et la mise en scène : « Nos Roméo et Juliette crèvent l'écran par leur amour interdit et, comme le drama est tourné en hiver, le couple nous offre des scènes sous la neige d'une beauté à couper le souffle. Chaque plan est magnifique, la réalisation d'une grande qualité ». Elle regrette néanmoins des effets spéciaux peu réussis, notamment certains fonds verts évidents et la tornade du premier épisode.
Le site spécialisé, Nautiljon, recense une moyenne de 9.2⁄10 ; SensCritique affiche une moyenne de 7.6⁄10 et Allociné, 4.2⁄5.